# Ана Шојом
Ана Шојом (мађ. Anna Sólyom; Будимпешта), је терапеут и књижевница из Мађарске, која живи и ради у Шпанији.

## Биографија
Ана Шојом је рођена у Будимпешти, тренутно живи и ради у Барселони са својим партнером, писцем Франческом Миралесом, и њихове две мачке.
Завршила је филозофију и ради као физиотерапеут. Као терапеут је посвећена различитим техникама лечења ума и тела. Посвећена је и другим техникама хармонизације ума и тела.
Администратор је веб-сајта www.escuchavital.com, који је посвећен различитим техникама лечења ума и тела.
Годинама је радила на међународним односима, као пројект менаџер у области међународног развоја и избора у ACEEEO, регионалној невладиној организацији у источној Европи. Године 2012. се придружила тиму за развој пословања Scytl, шпанске компаније специјализоване за електронско гласање.
Пише од детињства, а своју прву књигу је објавила када се преселила у Барселону 2012. године, на мађарском језику Párnafilozófia (Филозофија јастука). Године 2018. објављена је њена прва књига на шпанском језију Pequeño curso de magia cotidiana (Мали курс свакодневне магије). Њена друга књига о здрављу Reconecta con tu cuerpo fue (Повежи се изнова са својим телом) објављена је 2020. године. Први роман Neko Café (На кафи с мачком) је објављен 2021. године. Роман је тренутно објављен на 14 језика, укључујући и мађарски.

## Дела
- Párnafilozófia (Филозофија јастука), (2012).
- Pequeño curso de magia cotidiana (Мали курс свакодневне магије), (2018).
- Reconecta con tu cuerpo fue (Повежи се изнова са својим телом), (2020).
- Neko Café (На кафи са мачком), (2021).